# Rimbach (Odenwald)
Rimbach ist eine Gemeinde des südhessischen Landkreises Bergstraße.

## Geografie

### Geografische Lage
Die Gemeinde liegt im Odenwald etwa 30 km nordöstlich von Mannheim und rund 35 km nördlich von Heidelberg. Sie befindet sich an der B 38 und wird von der Weschnitz durchflossen.

### Nachbargemeinden
Rimbach grenzt im Norden an die Gemeinde Fürth, im Osten an die Gemeinde Grasellenbach, im Südosten an die Gemeinde Wald-Michelbach, im Süden an die Gemeinde Mörlenbach sowie im Westen an die Stadt Heppenheim.

### Gemeindegliederung
Nach der Hauptsatzung wurden für die Ortsteile
- Albersbach (einschließlich der Gehöftgruppe Helmsberg),
- Lauten-Weschnitz,
- Mitlechtern und
- Zotzenbach (mit dem Weiler Unter-Mengelbach)

Für die Ortsteile sind Ortsbezirke mit Ortsbeirat und Ortsvorsteher eingerichtet, nicht hingegen für Rimbach-Mitte und den in der Gemarkung Rimbach gelegenen Weiler Münschbach.

### Klima
Durch die nahe Lage zur Bergstraße herrscht in Rimbach ein mildes Klima, das häufig in einer für Deutschland frühen Mandelbaumblüte sichtbar wird.

## Geschichte

### Von den Anfängen bis zum 18. Jahrhundert
Rimbach geht wohl auf eine fränkische Siedlung zurück, die im Zuge der fränkischen Landnahme ab dem 5. Jahrhundert n. Chr. entstand. Die älteste erhalten gebliebene urkundliche Erwähnung von Rimbach erfolgte 795 im Lorscher Codex, einem Besitzverzeichnis des Klosters Lorsch, und steht im Zusammenhang mit der Schenkung der Mark Heppenheim durch Karl den Großen an das Kloster. Die Mark Heppenheim umfasste den größten Teil des heutigen Landkreises Bergstraße und große Teile des Odenwaldkreises. Im Zusammenhang mit dieser Schenkung entwickelten sich Grenzstreitigkeiten zwischen dem Kloster Lorsch und dem Bistum Worms, die 795 zur Einberufung eines Schiedsgerichtes auf dem Kahlberg bei Weschnitz führten, einer alten Versammlungs- und Gerichtsstätte unweit der heutigen Walburgiskapelle. Als Ergebnis dieses Schiedsgerichtes wurde eine neue Grenzbeschreibung festgelegt, die nun auch die wichtigsten Orte innerhalb der Grenzen der Mark Heppenheim benannte, nämlich Furte (Fürth), Rintbach (Rimbach), Morlenbach (Mörlenbach), Birkenowa (Birkenau), Winenheim (Weinheim), Heppenheim, Besinsheim (Bensheim), Urbach (Auerbach), Lauresham (Lorsch) und Bisestat (Bürstadt).
Eine weitere frühe Erwähnung findet sich ebenfalls im Lorscher Codex, als 877 ein Liuthar von Hausen die villa Rinthbach dem Kloster schenkte und als Lehen wieder empfing. Gefördert durch viele weitere Schenkungen gehörte das Kloster im 9.–12. Jahrhundert zu den größten und mächtigsten Benediktinerabteien Deutschlands. Der Blütezeit des Klosters Lorsch folgte im 11. und 12. Jahrhundert sein Niedergang. Während des Investiturstreits von 1076 (Hoftag zu Worms) bis 1122 (Wormser Konkordat) mussten viele Besitzungen an den Adel abgegeben werden. Im späten 12. Jahrhundert wurde mit der Aufzeichnung der alten Besitzurkunden versucht, die Verwaltung zu reorganisieren (Lorscher Codex). Dennoch unterstellte Kaiser Friedrich II. im Jahre 1232 die Reichsabtei Lorsch dem Erzbistum Mainz und seinem Bischof Siegfried III. von Eppstein zur Reform. Zu diesem Zeitpunkt befand sich das Gebiet des späteren Amtes Schönberg, zu dem später auch Rimbach gehörte, im Besitz der Pfalzgrafen. Allerdings belehnte im Jahre 1409 noch der Erzbischof Johann von Mainz den Schenk Konrad von Erbach noch mit dem Haus und Burgstadel von Rimbach. Alle anderen Lehensurkunden an die Schenken von Erbach wurden allerdings durch die Pfalzgrafen ausgestellt. So genehmigte 1385 Pfalzgraf Ruprecht I. dem Schenk Eberhard von Erbach die Verpfändung der Dörfer Rimbach und Zotzenbach an Hanemann von Sickingen, Vogt zu Lindenfels und Hennel von Mosbach, Vogt zu Heidelberg.
Das Dorf entstand als geschlossenes Haufendorf bei einseitiger Tallage. Die Hohe Gerichtsbarkeit über den Ort wurde durch die Zent Heppenheim ausgeübt, deren oberster Richter der 1267 erstmals erwähnte Burggraf auf der Starkenburg (über Heppenheim) war. Die Niedere Gerichtsbarkeit lag beim Vogteigericht, dessen Bezirk neben Rimbach auch Lützel-Rimbach, Ober- und Unter-Mengelbach, Mossbach und Zotzenbach umfasste. Das Niedergericht besaßen die Schenken von Erbach bereits in den ältesten Urkunden als pfälzisches Lehen. Die Wormser Klostervögte waren Verwalter und Gerichtsherren innerhalb des Klosterbesitzes. Dieses Amt kam bereits um 1165 in den Besitz der Pfalzgrafen. Wirtschaftlich war der Ort bis ins 18. Jahrhundert von der Dreifelderwirtschaft der Gutsherren und der Dorfgenossenschaft geprägt. Angebaut wurden Roggen, Dinkel, Hafer, Sommergerste, Hirse und andere Feldfrüchte.
Aus dem Mittelalter sind eine Reihe weiterer Grundherren überliefert. So traten die Adelsgeschlechter Betzer von Rimbach, Rauch von Rimbach, Jude vom Stein, Beyer von Boppard und die Herren von Rodenstein als Lehensträger der Grafen von Erbach oder der Pfalzgrafen auf. Während der erbachischen Herrschaft über Rimbach war der Ort dem Amt Schönberg zugeordnet. Der Zehnt in Rimbach stand zur Hälfte der Pfarrei Rimbach und zur Hälfte den Herrn von Dalberg zu, die dafür das Langhaus der Kirche zu unterhalten hatten.
Im 16. Jahrhundert hielt die Reformation auch im Odenwald Einzug. Bis 1544 hatten die Grafen von Erbach für ihre Grafschaft das lutheranische Glaubensbekenntnis eingeführt, und auch die pfälzischen Herrscher sympathisierten offen mit dem lutherischen Glauben; aber erst unter Ottheinrich, Kurfürst von 1556 bis 1559, erfolgte der offizielle Übergang zur lutherischen Lehre. Kirchlich gehörte die Pfarrei Rimbach vor der Reformation zum „Weinheimer Landkapitel“ des Bistums Worms. Das Patronat hatten die Erbacher Grafen aus der Linie Erbach-Fürstenau inne, die es als pfälzisches Lehen besaßen. Das Kirchspiel bestand neben Rimbach aus den Orten Lützel-Rimbach, Münchbach, Zotzenbach, Obermengelbach und zwei Höfen in Untermengelbach. Vor 1516 gehörten auch die für pfälzischen Anteil an Reichenbach eingetauschten Orte Mittelshausen, Scheuerberg, Mitlechtern, Knoden, Schannenbach, Ober-Laudenbach und Scharbach, sowie das mit den Ullnern von Dieburg getauschte Igelsbach zum Kirchspiel.
1618 begann der Dreißigjährige Krieg, unter dem spätestens 1622 auch das Amt Schönberg zu leiden hatte, als ligistische Truppen es mehrfach überfielen und ausplünderten. Mitte der 1630er Jahre folgte mit dem Schwedisch-Französischen Krieg das blutigste Kapitel des Dreißigjährigen Krieges. Aus der Region berichteten die Chronisten aus jener Zeit: „Pest und Hunger wüten im Land und dezimieren die Bevölkerung, sodass die Dörfer öfters völlig leer stehen“.
Im Herbst 1696 wurde im Pfälzischen Erbfolgekrieg das Schloss Schönberg überfallen. Erst mit dem Frieden von Rijswijk, 1697, zogen sich die Franzosen hinter den Rhein zurück.
Anfang des 18. Jahrhunderts wurden in den Orten Rimbach, Lützelrimbach und Münschbach zusammen 34 Centmänner und 5 Beisassen gezählt. Die Landwirtschaft wurde um den Anbau von Hülsenfrüchten wie Luzernen oder Esparsetten, aber auch Kartoffeln bereichert; der Kartoffelanbau ist in Zotzenbach etwa bereits für 1769 belegt. Im Jahr 1717 kam es zur Teilung des Erbacher Grafenhauses, und Schloss Schönberg wurde Sitz der jüngeren Linie Erbach-Schönberg unter Graf Georg August zu Erbach-Schönberg. Dieser erhielt die Ämter Schönberg und König und die Hälfte der Herrschaft Breuberg. Die Linie Erbach-Schönberg machte die Burg zu ihrem Wohnsitz, wodurch sie ihren heutigen Schlosscharakter erhielt.

### Vom 19. Jahrhundert bis heute
Am 14. August 1806 erhob Napoleon die Landgrafschaft Hessen-Darmstadt zum Großherzogtum. Mit der Rheinbundakte wurde die Grafschaft Erbach mediatisiert und zum größten Teil in das Großherzogtum Hessen eingegliedert; dazu gehörte auch das „Amt Schönberg“, welches vorerst als standesherrschaftliches Amt erhalten blieb.
Bereits am 9. Dezember 1803 war das Gerichtswesen in der Landgrafschaft Hessen-Darmstadt neu organisiert worden. Für das Fürstentum Starkenburg wurde das „Hofgericht Darmstadt“ als Gericht der zweiten Instanz eingerichtet. Die Rechtsprechung der ersten Instanz wurde durch die Ämter bzw. Standesherren vorgenommen. Das Hofgericht war für normale bürgerliche Streitsachen Gericht der zweiten Instanz, für standesherrliche Familienrechtssachen und Kriminalfälle die erste Instanz. Übergeordnet war das Oberappellationsgericht Darmstadt. Damit hatten die Zente und die mit ihnen verbundenen Zentgerichte endgültig ihre Funktion eingebüßt. Die Bestimmungen galten auch im Großherzogtum.
Nach der endgültigen Niederlage Napoleons bestätigte der Wiener Kongress 1814/15 auch die Zugehörigkeit der Grafschaft Erbach zum „Fürstentum Starkenburg“ des Großherzogtums Hessen. Daraufhin wurden 1816 im Großherzogtum Provinzen gebildet und dabei das vorher als „Fürstentum Starkenburg“ bezeichnete Gebiet in „Provinz Starkenburg“ umbenannt. 1821/22 wurden im Rahmen einer umfassenden Verwaltungsreform die Amtsvogteien in den Provinzen Starkenburg und Oberhessen des Großherzogtums aufgelöst und Landratsbezirke eingeführt, wobei 1822 das Amt Schönberg dem Landratsbezirk Lindenfels zugeteilt wurde. Im Rahmen dieser Reform wurden auch Landgerichte geschaffen, die jetzt unabhängig von der Verwaltung waren. Deren Gerichtsbezirke entsprachen in ihrem Umfang den Landratsbezirken. Für den Landratsbezirk Lindenfels war das Landgericht Fürth als Gericht erster Instanz zuständig. Für das Amt Schönberg gingen erst 1826 alle Funktionen des ehemaligen standesherrlichen Amts Schönberg an den Staat über. Diese Reform ordnete auch die Administrative Verwaltung auf Gemeindeebene. So war die Bürgermeisterei in Rimbach auch für Litzelrimbach (Siedlung in der Gemarkung Rimbach) und Mönsbach (heute als Münschbach ein Weiler in der Gemarkung von Rimbach) zuständig. Entsprechend der Gemeindeverordnung vom 30. Juni 1821 gab es keine Einsetzungen von Schultheißen mehr, sondern einen gewählten Ortsvorstand, der sich aus Bürgermeister, Beigeordneten und Gemeinderat zusammensetzte.
Die Statistisch-topographisch-historische Beschreibung des Großherzogthums Hessen berichtet 1829 über Rimbach:

„Rimbach (L. Bez. Lindenfels) luth. Pfarrdorf; liegt an der Weschnitz 1½ St. von Lindenfels und 1 1/4 St. von Fürth und gehört dem Grafen von Erbach-Schönberg. Der Ort hat 129 Häuser und 1229 Einw., die bis auf 55 Kath., 23 Reform. und 129 Juden lutherisch sind. Unter diesen sind 15 Bauern, 99, die bürgerliche Gewerbe treiben und 75 Taglöhner. Man findet 2 Mahlmühlen, womit 1 Oelmühle verbunden ist, 1 Schneidemühle und zwei Ziegelhütten. Jährlich werden 8 Viehmärkte gehalten. Die Kirche, 1590 erbaut, liegt sehr freundlich, und ist von hohen Pappeln umgeben. – Durch Schenkung kam der Ort 773 an das Kloster Lorsch. Mainz gab 1409 sein „Haus und Burgstadel“ in Rimbach dem Schenk Conrad von Erbach zu Lehen. Aber in der Folge wurde Erbach mit dem ganzen Dorfe immer von der Pfalz belehnt. Den 30. Mai 1622 wurde das Dorf von den Spaniern in Brand gesteckt. Unter Hess. Hoheit kam Rimbach 1806.“

1832 wurden die Verwaltungseinheiten weiter vergrößert, und es wurden Kreise geschaffen. Nach der am 20. August 1832 bekanntgegebenen Neugliederung sollte es in Süd-Starkenburg künftig nur noch die Kreise Bensheim und Lindenfels geben; der Landratsbezirk von Heppenheim sollte in den Kreis Bensheim fallen. Noch vor dem Inkrafttreten der Verordnung zum 15. Oktober 1832 wurde diese aber dahingehend revidiert, dass statt des Kreises Lindenfels neben dem Kreis Bensheim der Kreis Heppenheim als zweiter Kreis gebildet wurde, zu dem jetzt Rimbach gehörte.
1835 praktizierte der erste Arzt mit akademischer Ausbildung in Rimbach. In diesen Jahren erfolgte der Bau einer Synagoge durch die jüdische Gemeinde, die 1846 auch einen Friedhof anlegte.
Im Neuestes und gründlichstes alphabetisches Lexicon der sämmtlichen Ortschaften der deutschen Bundesstaaten von 1845 findet sich folgender Eintrag:

„Rimbach bei Lindenfels. – Marktflecken mit luther. Pfarrkirche, hinsichtlich der Katholischen zur Pfarrei Mörlenbach gehörig. – 129 H. 1229 (meistens
evangel.) Einw. – Großherzogthum Hessen. – Provinz Starkenburg. – Kreis Heppenheim. – Landgericht Fürth. – Hofgericht Darmstadt. – Der Marktflecken Rimbach, an der Weschnitz gelegen, gehört zur Standesherrschaft des Grafen von Erbach-Schönberg und hat 2 Mahlmühlen mit 1 Oelmühle, 1 Schneidemühle und 2 Ziegelhütten. Die Kirche hat eine freundliche Lage und ist von hohen Pappeln umgeben. Die Einwohner, unter denen gegen 130 Juden sich befinden, treiben theils Oekonomie, theils bürgerliche Gewerbe; mehrere leben auch blos vom Taglohn. Der Ort hat 8 Viehmärkte. – Zu dem Großherzogthum Hessen gehört Rimbach erst seit dem J. 1806.
a“

Die Jahre 1846/49 waren von sozialen Unruhen geprägt, viele Rimbacher nahmen an der Volksversammlung in Ober-Laudenbach teil, aus der sich das sogenannte Ober-Laudenbacher Gefecht entwickelte, eine Auseinandersetzung zwischen bewaffneten Revolutionären und Militär. Die Revolutionäre wollten die Paulskirchenverfassung verteidigen und sammelten sich dazu aus dem umliegenden Odenwald in Ober-Laudenbach. Der Dirigent der Regierungskommission des Regierungsbezirks Heppenheim, Christian Prinz, versuchte, die Versammlung aufzulösen. Dabei wurde er erschossen, worauf es zu einer gewaltsamen Auseinandersetzung zwischen hessischem Militär und den Revolutionären kam. 13 Männer starben, 107 wurden verhaftet, die anderen entkamen.
Am 31. Juli 1848 wurden die Kreise und die Landratsbezirke des Großherzogtums abgeschafft und durch „Regierungsbezirke“ ersetzt, wobei die bisherigen Kreise Bensheim und Heppenheim zum Regierungsbezirk Heppenheim vereinigt wurden. Bereits vier Jahre später, im Laufe der Reaktionsära, kehrte man aber zur Einteilung in Kreise zurück, und Rimbach wurde Teil des neu geschaffenen Kreises Lindenfels.
Die im Dezember 1852 aufgenommenen Bevölkerungs- und Katasterlisten ergaben für Rimbach: Marktflecken mit 1958 Einwohnern. Dazu gehören der Hof im Hopper, die Neumühle (Weschnitzmühle) und zwei Ziegelhütten.
Die Gemarkung besteht aus 4274 Morgen, davon 2455 Morgen Ackerland, 638 Morgen Wiesen und 1037 Morgen Wald.
In den Statistiken des Großherzogtums Hessen werden, bezogen auf Dezember 1867, für den Marktflecken Rimbach mit eigener Bürgermeisterei, 183 Häuser, 1553 Einwohnern, der Kreis Lindenfels, das Landgericht Fürth, die evangelische Pfarrei Rimbach mit dem Dekanat in Lindenfels und die katholische Pfarrei Mörlenbach des Dekanats Heppenheim, angegeben. Die Bürgermeisterei ist auch für die Weiler Helmsberg (2 Häuser, 9 Einw.), Münchbach (8 Häuser, 67 Einw.), Steckerts(berg) (3 Häuser, 18 Einw.) und Lützel-Rimbach (3 Häuser, 13 Einw.), die Höfe Gertelsklinger (1 Haus, 7 Einw.), Bückerts (1 Haus, 9 Einw.) und Hopper (1 Haus, 13 Einw.) und Steinertswiese (1 Haus, 4 Einw.), sowie die Ziegelhütte (2 Häuser, 10 Einw.) zuständig. Alle Siedlungsplätze liegen in der Gemarkung Rimbach. Das zuständige Steuerkommissariat war Zwingenberg der Destriktseinnehmerei Birkenau und Obereinnehmerei Bensheim. Die Dominalienverwaltung bestand aus dem Rentamt Lindenfels, dem Forstamt Wald-Michelbach mit der Oberförsterei Rimbach.
Rimbach entwickelte sich in dieser Zeit zum größten Markt im Weschnitztal. So wurden 1845 12 Vieh- und 4 Jahrmärkte abgehalten. Die Verkehrsanbindung verbesserte sich durch den Ausbau der Weschnitztalstraße zur Provinzialstraße (1840–43) von Fürth nach Weinheim. Eine weitere Verbesserung wurde 1846 durch die Eröffnung der Bahnstrecke Frankfurt am Main–Heidelberg erreicht, die Bensheim zunächst mit Langen, Darmstadt und Heppenheim verband und wenig später vollendet wurde. 1869 wurde Bensheim durch die Nibelungenbahn über Bürstadt und Lorsch an die Riedbahn nach Worms angeschlossen. Wegen des schwierigen Berggeländes wurde die angestrebte West-Ost-Verbindung in den Odenwald hinein nach langen Diskussionen durch das relativ flache Weschnitztal geführt. Mit dem Bau der Weschnitztalbahn von Weinheim über Rimbach bis Fürth, die am 1. Juli 1895 in Betrieb genommen wurde, war Rimbach direkt mit dem Rhein-Main-Neckar-Raum verbunden.
In der Zeit bis zum Ersten Weltkrieg erlebte Rimbach weitere wirtschaftliche und strukturelle Verbesserungen. So wurde 1870 eine Postexpedition II. Klasse errichtet und 1873 eine Agentur der Bezirkssparkasse Heppenheim eröffnet, der 1875 die Gründung des Spar- und Kreditvereins folgte. 1876 wurde der Grundstein für ein neues Schulhaus gelegt und 1877 erhielt Rimbach den ersten Telegraphen. Im Jahr 1887 wurde die Höheren Bürgerschule Rimbach gegründet, die 1897 ein eigenes Schulhaus erhielt (die heutige Martin-Luther Schule). Die erste Straßenbeleuchtung erhielt Rimbach 1895 mittels Petroleumlampen. Ab 1876 wurde die Genehmigung (Verleihung) für mehrere Erzbergwerke im Ortsteil Zotzenbach vergeben (siehe auch Liste von Bergwerken im Odenwald). Mit der Verlegung der Wasserleitung 1909, der Einführung der Elektrizität 1910 und dem ersten Kraftwagen des Ortes 1912, schritt das Industriezeitalter auch in Rimbach voran.
Die hessischen Provinzen Starkenburg, Rheinhessen und Oberhessen wurden 1937 nach der 1936 erfolgten Auflösung der Provinzial- und Kreistage aufgehoben. Zum 1. November 1938 trat dann eine umfassende Gebietsreform auf Kreisebene in Kraft. In der ehemaligen Provinz Starkenburg war der Kreis Bensheim besonders betroffen, da er aufgelöst und zum größten Teil dem Kreis Heppenheim zugeteilt wurde. Der Kreis Heppenheim übernahm auch die Rechtsnachfolge des Kreises Bensheim und erhielt den neuen Namen Landkreis Bergstraße.
Im November 1938 brachte die sogenannte Reichskristallnacht den jüdischen Mitbürgern Not und Elend. Die Rimbacher Synagoge wurde niedergebrannt und die Wohnungen und Geschäfte jüdischer Familien verwüstet. Bereits vorher waren acht jüdische Kaufleute in das KZ Osthofen verschleppt worden. 1933 bestand die jüdische Gemeinde noch aus 77 Personen, von denen viele aufgrund zunehmender Entrechtung und Repressalien wegzogen oder auswanderten. 1941 mussten die noch verbliebenen jüdischen Einwohner zusammenziehen. Zum Beginn der Deportationen 1942 wohnten noch zehn jüdische Rimbacher im Ort. Von den in Rimbach geborenen oder längere Zeit hier lebenden Personen kamen 54 durch die NS-Gewaltherrschaft ums Leben.
Wie die Einwohnerzahlen von 1939 bis 1950 zeigen, nahm auch Rimbach nach dem Krieg viele Flüchtlinge und Vertriebene aus den ehemaligen deutschen Ostgebieten auf. Im Jahr 1950 fand der erste Rimbacher Pfingstmarkt statt. Weitere kommunale Ereignisse in den 1950er Jahren waren die Einweihung eines neuen Schulhauses im heutigen Ortsteil Albersbach (1953) und der Bau eine Dorfgemeinschaftshauses (1956), sowie die Einweihung der neu errichteten Turn- und Festhalle der Martin-Luther-Schule. Im Jahr 1961 wurde die Gemarkungsgröße mit 1069 ha angegeben, davon waren 266 ha Wald. In den 1960er Jahren verzeichnete die Ortschronik: 1962 die Einweihung einer neuen Volksschule in Rimbach (seit 1996 Brüder-Grimm-Schule); 1964 den Landessieg des Ortsteils Albersdorf bei Wettbewerb „Unser Dorf soll schöner werden“ und 1965 sogar die Goldmedaille im Bundeswettbewerb.
Im Zuge der Gebietsreform in Hessen schloss sich zum 1. Januar 1969 die Gemeinde Albersbach der Gemeinde Rimbach an. Am 31. Dezember 1971 folgten Zotzenbach mit dem Weiler Unter-Mengelbach sowie Lauten-Weschnitz und Mitlechtern. Für die beiden letztgenannten Gemeinden war es eine Mehrheitsentscheidung. Der Alternativvorschlag zum Zusammengehen mit der Gemeinde Fürth wurde überstimmt.
In den 1970er und 1980er Jahren konnte die Gemeinde weitere Infrastrukturverbesserungen erreichen. So konnte 1972 das neue Hallenbad seiner Bestimmung übergeben werden und es begann der Bau eines evangelischen Kindergartens in der Ortsmitte. 1977 erhielt Rimbach ein neues Feuerwehrhaus und 1978 wurde das Sportzentrum seiner Bestimmung übergeben. 1981 nahm der Gemeindekindergarten seinen Betrieb auf und 1982 wurde die neue Trommhalle im Ortsteil Zotzenbach eingeweiht, die als Sport- und Mehrzweckhalle sowie als Feuerwehrstützpunkt dient. Der Halle folgte 1988 noch eine Sportanlage für den Stadtteil. Im Jahr 1987 wurde die neugestaltete und verkehrsberuhigte Rathausstraße eröffnet.
Rimbach wurde 1992 Sitz der Jugendmusikschule der Gemeinden des Überwaldes und Weschnitztals. (siehe auch Burgstadel Rimbach); 1994 wurden die Odenwaldhalle (Großsporthalle) und das „Johanniterhauses Weschnitztal“ (Alten- und Pflegeheim) in Rimbach eingeweiht und die Gemeinde erhielt Erdgasanschluss. 1995 feierte die Gemeinde ihr 1200-jähriges Bestehen und das Hallenbad wurde durch das Hochwasser der Weschnitz zerstört. In den Jahren 1999/2000 wurde das Schulhaus im Ortsteil Albersbach zum Bürgerhaus umgebaut, und seit 1999 präsentiert sich die Gemeinde im Internet.

### Gerichte im Großherzogtum Hessen
Die erstinstanzliche Gerichtsbarkeit lag während der Zugehörigkeit zu Hessen bis 1822 beim standesherrlichen Amt Schönberg. 1822 kam es zu einer Übereinkunft zwischen dem Staat und dem Grafen von Erbach-Schönberg. Die Aufgaben der Verwaltung und der Rechtsprechung wurden getrennt. Die Verwaltung kam zum Landratsbezirk Lindenfels, für die Rechtsprechung wurde das Landgericht Schönberg eingerichtet. Diese relativ kleine Einheit hatte aber nur kurz Bestand und wurde 1826 dem Bezirk des Landgerichts Fürth zugeteilt.
Anlässlich der Einführung des Gerichtsverfassungsgesetzes am 1. Oktober 1879 wurden die bisherigen großherzoglichen Landgerichte durch Amtsgerichte an gleicher Stelle ersetzt, während die neu geschaffenen Landgerichte als Obergerichte fungierten. Erstinstanzlich zuständig war nun das Amtsgericht Fürth im Bezirk des Landgerichts Darmstadt.

### Verwaltungsgeschichte im Überblick
Die folgende Liste zeigt die Staaten und Verwaltungseinheiten, denen Rimbach angehört(e):
- vor 1717: Heiliges Römisches Reich, Grafschaft Erbach, Amt Schönberg
- ab 1717: Heiliges Römisches Reich, Grafschaft Erbach-Schönberg (Anteil an der Grafschaft Erbach), Amt Schönberg
- ab 1806: Großherzogtum Hessen (Souveränitätslande), Fürstentum Starkenburg,[Anm. 2] Amt Schönberg (zur Standesherrschaft Erbach gehörig)
- ab 1815: Großherzogtum Hessen (Souveränitätslande), Provinz Starkenburg, Amt Schönberg (zur Standesherrschaft Erbach gehörig)
- ab 1821: Großherzogtum Hessen, Provinz Starkenburg, Landratsbezirk Lindenfels[Anm. 3]
- ab 1832: Großherzogtum Hessen, Provinz Starkenburg, Kreis Heppenheim
- ab 1848: Großherzogtum Hessen, Regierungsbezirk Heppenheim
- ab 1852: Großherzogtum Hessen, Provinz Starkenburg, Kreis Lindenfels
- ab 1871: Deutsches Reich, Großherzogtum Hessen, Provinz Starkenburg, Kreis Lindenfels
- ab 1874: Deutsches Reich, Großherzogtum Hessen, Provinz Starkenburg, Kreis Heppenheim
- ab 1918: Deutsches Reich, Volksstaat Hessen,[Anm. 4] Provinz Starkenburg, Kreis Heppenheim
- ab 1938: Deutsches Reich, Volksstaat Hessen, Landkreis Bergstraße[28][Anm. 5]
- ab 1945: Deutsches Reich, Amerikanische Besatzungszone,[Anm. 6] Groß-Hessen, Regierungsbezirk Darmstadt, Landkreis Bergstraße
- ab 1946: Deutsches Reich, Amerikanische Besatzungszone, Hessen, Regierungsbezirk Darmstadt, Landkreis Bergstraße
- ab 1949: Bundesrepublik Deutschland, Hessen, Regierungsbezirk Darmstadt, Landkreis Bergstraße

## Bevölkerung

### Einwohnerstruktur 2011/2022
Nach den Erhebungen des Zensus 2011/Zensus 2022 lebten am Stichtag, dem 9. Mai 2011 / 15. Mai 2022, in Rimbach 8545/8642 Einwohner. Nach dem Lebensalter waren 1545/1479 Einwohner unter 18 Jahren, 3395/2946 zwischen 18 und 49, 1733/2136 zwischen 50 und 64 und 1872/2080 Einwohner waren älter./ Unter den Einwohnern waren 535/761 (8,8 % / 15,1 %) Ausländer, von denen 166/269 aus dem EU-Ausland, 274/273 aus anderen europäischen Ländern und 92/214 aus anderen Staaten kamen./ (Bis zum Jahr 2020 erhöhte sich die Ausländerquote auf 9,4 %.) Die Einwohner lebten in 3610/2471 Haushalten. Davon waren 1017/? Singlehaushalte, 981/1135 Paare ohne Kinder und 1221/1020 Paare mit Kindern, sowie 362/313 Alleinerziehende und 25/? Wohngemeinschaften./ In 762/472 Haushalten lebten ausschließlich Senioren und in 2354/1606 Haushaltungen lebten keine Senioren./

### Einwohnerentwicklung
| • 1829: | 1229 Einwohner, 129 Häuser |

| Rimbach: Einwohnerzahlen von 1829 bis 2022 | Rimbach: Einwohnerzahlen von 1829 bis 2022 | Rimbach: Einwohnerzahlen von 1829 bis 2022 | Rimbach: Einwohnerzahlen von 1829 bis 2022 | Rimbach: Einwohnerzahlen von 1829 bis 2022 |
| --- | ------------------------------------------ | ------------------------------------------ | ------------------------------------------ | ------------------------------------------ |
| Jahr |                                            |                                            |                                            | Einwohner                                  |
| 1829 | 1829                                       |                                            | 1.229                                      | 1.229                                      |
| 1834 | 1834                                       |                                            | 1.395                                      | 1.395                                      |
| 1840 | 1840                                       |                                            | 1.779                                      | 1.779                                      |
| 1846 | 1846                                       |                                            | 2.208                                      | 2.208                                      |
| 1852 | 1852                                       |                                            | 1.958                                      | 1.958                                      |
| 1858 | 1858                                       |                                            | 2.046                                      | 2.046                                      |
| 1864 | 1864                                       |                                            | 1.716                                      | 1.716                                      |
| 1871 | 1871                                       |                                            | 1.703                                      | 1.703                                      |
| 1875 | 1875                                       |                                            | 1.753                                      | 1.753                                      |
| 1885 | 1885                                       |                                            | 1.787                                      | 1.787                                      |
| 1895 | 1895                                       |                                            | 1.728                                      | 1.728                                      |
| 1905 | 1905                                       |                                            | 1.886                                      | 1.886                                      |
| 1910 | 1910                                       |                                            | 2.004                                      | 2.004                                      |
| 1925 | 1925                                       |                                            | 2.174                                      | 2.174                                      |
| 1939 | 1939                                       |                                            | 2.129                                      | 2.129                                      |
| 1946 | 1946                                       |                                            | 2.998                                      | 2.998                                      |
| 1950 | 1950                                       |                                            | 3.064                                      | 3.064                                      |
| 1956 | 1956                                       |                                            | 3.193                                      | 3.193                                      |
| 1961 | 1961                                       |                                            | 3.458                                      | 3.458                                      |
| 1967 | 1967                                       |                                            | 3.871                                      | 3.871                                      |
| 1970 | 1970                                       |                                            | 4.048                                      | 4.048                                      |
| 1972 | 1972                                       |                                            | 6.770                                      | 6.770                                      |
| 1975 | 1975                                       |                                            | 7.530                                      | 7.530                                      |
| 1980 | 1980                                       |                                            | 8.162                                      | 8.162                                      |
| 1985 | 1985                                       |                                            | 8.192                                      | 8.192                                      |
| 1990 | 1990                                       |                                            | 7.946                                      | 7.946                                      |
| 1995 | 1995                                       |                                            | 8.042                                      | 8.042                                      |
| 2000 | 2000                                       |                                            | 8.378                                      | 8.378                                      |
| 2010 | 2010                                       |                                            | 8.530                                      | 8.530                                      |
| 2011 | 2011                                       |                                            | 8.545                                      | 8.545                                      |
| 2015 | 2015                                       |                                            | 8.571                                      | 8.571                                      |
| 2020 | 2020                                       |                                            | 8.737                                      | 8.737                                      |
| 2022 | 2022                                       |                                            | 8.642                                      | 8.642                                      |
| Datenquelle: Historisches Gemeindeverzeichnis für Hessen: Die Bevölkerung der Gemeinden 1834 bis 1967. Wiesbaden: Hessisches Statistisches Landesamt, 1968. Weitere Quellen: ; 1972:; Hessisches Statistisches Informationssystem; Zensus 2011; Zensus 2022 Die Zahlen ab 1970 enthalten die im Zuge der Gebietsreform in Hessen eingegliederten Orte. |                                            |                                            |                                            |                                            |

### Konfessionsstatistik
| • 1829: | 1022 evangelisch-lutherische (= 46,43 %), 23 evangelisch-reformierte (= 37,12 %), 129 jüdische (= , %), 55 katholische (= 16,43 %) Einwohner |
| • 1961: | 2761 evangelisch-lutherische (= 79,84 %), 626 katholische (= 18,10 %) Einwohner                                                              |
| • 1987: | 4870 evangelische (= 63,1 %), 1890 katholische (= 24,5 %), 958 sonstige (= 12,4 %) Einwohner                                                 |
| • 2011: | 4234 evangelische (= 49,5 %), 1905 katholische (= 22,3 %), 2406 sonstige (= 28,2 %) Einwohner                                                |
| • 2022: | 3404 evangelische (= 39,4 %), 1667 katholische (= 19,3 %), 3575 sonstige (= 41,4 %) Einwohner                                                |

## Politik

### Gemeindevertretung
Die Kommunalwahl am 14. März 2021 lieferte folgendes Ergebnis, in Vergleich gesetzt zu früheren Kommunalwahlen:

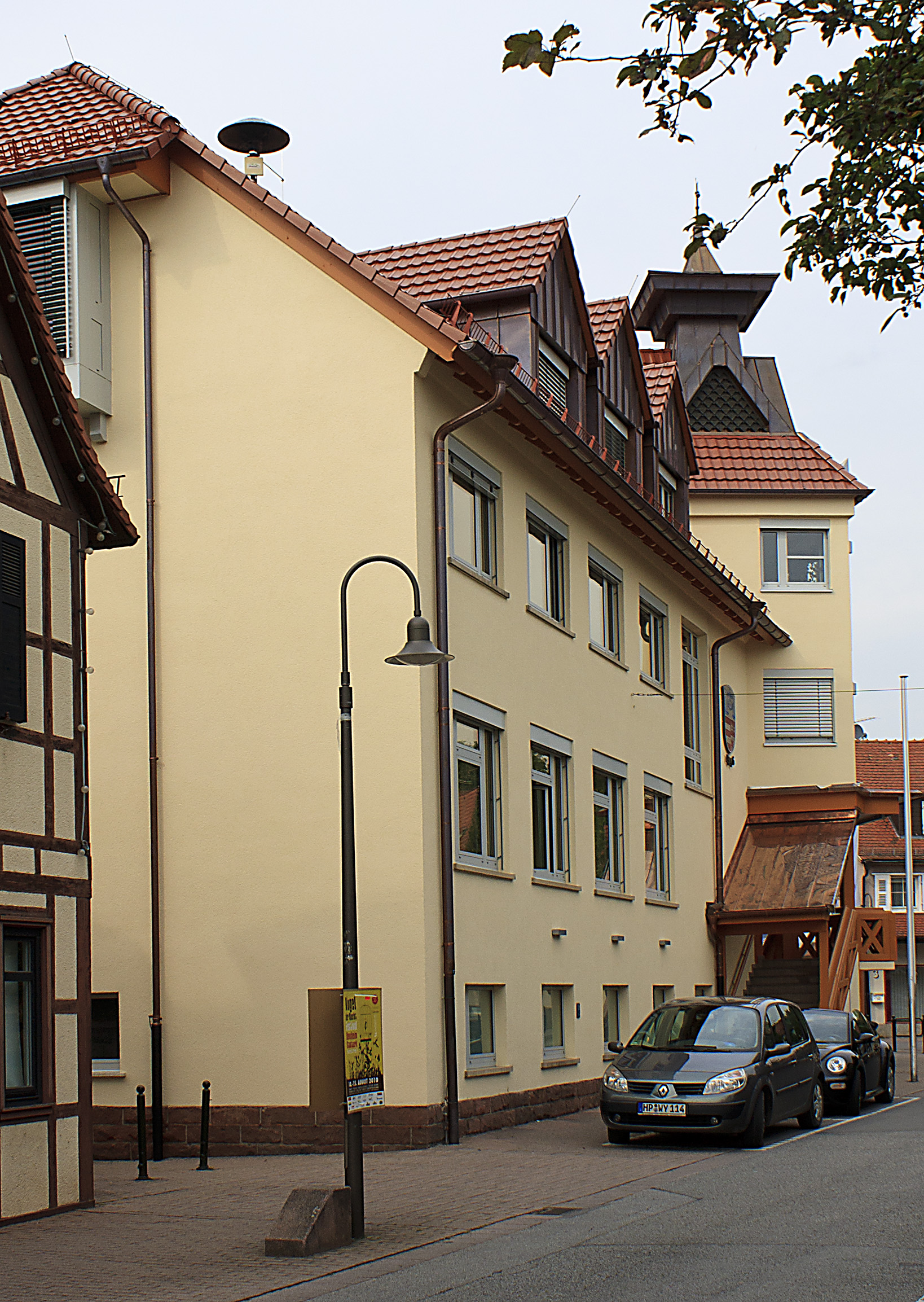
Rathaus

| Sitzverteilung in der Gemeindevertretung 2021Insgesamt 23 Sitze - SPD: 7 - Grüne: 3 - FDP: 3 - CDU: 5 - FW: 4 - BMN: 1 | Parteien und Wählergemeinschaften | Parteien und Wählergemeinschaften           | % 2021 | Sitze 2021 | % 2016 | Sitze 2016 | % 2011 | Sitze 2011 | % 2006 | Sitze 2006 | % 2001 | Sitze 2001 |
| Sitzverteilung in der Gemeindevertretung 2021Insgesamt 23 Sitze - SPD: 7 - Grüne: 3 - FDP: 3 - CDU: 5 - FW: 4 - BMN: 1 | SPD                               | Sozialdemokratische Partei Deutschlands     | 29,6   | 7          | 38,0   | 9          | 42,6   | 11         | 52,1   | 16         | 46,3   | 14         |
| Sitzverteilung in der Gemeindevertretung 2021Insgesamt 23 Sitze - SPD: 7 - Grüne: 3 - FDP: 3 - CDU: 5 - FW: 4 - BMN: 1 | CDU                               | Christlich Demokratische Union Deutschlands | 20,8   | 5          | 23,8   | 5          | 25,5   | 6          | 23,2   | 7          | 25,2   | 8          |
| Sitzverteilung in der Gemeindevertretung 2021Insgesamt 23 Sitze - SPD: 7 - Grüne: 3 - FDP: 3 - CDU: 5 - FW: 4 - BMN: 1 | GRÜNE                             | Bündnis 90/Die Grünen                       | 13,7   | 3          | 8,9    | 2          | 13,8   | 4          | 5,4    | 2          | 5,0    | 2          |
| Sitzverteilung in der Gemeindevertretung 2021Insgesamt 23 Sitze - SPD: 7 - Grüne: 3 - FDP: 3 - CDU: 5 - FW: 4 - BMN: 1 | FW                                | Freie Wählergemeinschaft                    | 18,7   | 4          | 17,7   | 4          | 13,8   | 3          | 9,0    | 3          | 9,9    | 3          |
| Sitzverteilung in der Gemeindevertretung 2021Insgesamt 23 Sitze - SPD: 7 - Grüne: 3 - FDP: 3 - CDU: 5 - FW: 4 - BMN: 1 | FDP                               | Freie Demokratische Partei                  | 11,2   | 3          | 11,5   | 3          | 4,4    | 1          | 5,8    | 2          | 6,1    | 2          |
| Sitzverteilung in der Gemeindevertretung 2021Insgesamt 23 Sitze - SPD: 7 - Grüne: 3 - FDP: 3 - CDU: 5 - FW: 4 - BMN: 1 | BMN                               | Bündnis Mensch und Natur                    | 6,1    | 1          | —      | —          | —      | —          | —      | —          | —      | —          |
| Sitzverteilung in der Gemeindevertretung 2021Insgesamt 23 Sitze - SPD: 7 - Grüne: 3 - FDP: 3 - CDU: 5 - FW: 4 - BMN: 1 | UBL                               | Unabhängige Bürger Liste                    | —      | —          | —      | —          | —      | —          | 4,5    | 1          | 7,6    | 2          |
| Sitzverteilung in der Gemeindevertretung 2021Insgesamt 23 Sitze - SPD: 7 - Grüne: 3 - FDP: 3 - CDU: 5 - FW: 4 - BMN: 1 | Gesamt                            | Gesamt                                      | 100,0  | 23         | 100,0  | 23         | 100,0  | 25         | 100,0  | 31         | 100,0  | 31         |
| Sitzverteilung in der Gemeindevertretung 2021Insgesamt 23 Sitze - SPD: 7 - Grüne: 3 - FDP: 3 - CDU: 5 - FW: 4 - BMN: 1 | Wahlbeteiligung in %              | Wahlbeteiligung in %                        | 55,2   | 55,2       | 50,1   | 50,1       | 52,7   | 52,7       | 64,2   | 64,2       | 57,6   | 57,6       |

### Bürgermeister
Nach der hessischen Kommunalverfassung wird der Bürgermeister für eine sechsjährige Amtszeit gewählt, seit dem Jahr 1993 in einer Direktwahl, und ist Vorsitzender des Gemeindevorstands, dem in der Gemeinde Rimbach neben dem Bürgermeister ehrenamtlich ein Erster Beigeordneter und acht weitere Beigeordnete angehören. Bürgermeister ist seit dem 1. August 2012 der parteiunabhängige Holger Schmitt. Er wurde als Nachfolger von Hans-Jürgen Pfeifer (SPD), der nach drei Amtszeiten nicht wieder kandidiert hatte, am 4. März 2012 im ersten Wahlgang bei 57,3 Prozent Wahlbeteiligung mit 69,1 Prozent der Stimmen gewählt. Es folgten zwei Wiederwahlen, zuletzt, ohne Gegenkandidaten, im Februar 2024.
Amtszeiten der Bürgermeister
- 2012–2030 Holger Schmitt[46]
- 1994–2012 Hans-Jürgen Pfeifer (SPD)[47]
- 1971–1981 Georg Adam Schmitt (SPD)
- 1946–1971 Adam Schmitt (SPD)
- 1945–1946 Ludwig Nikolaus Spilger (SPD)

### Ortsbeiräte
Für Ortsteile Albersbach, Lauten-Weschnitz, Mitlechtern und Zotzenbach besteht je ein Ortsbezirke mit Ortsbeirat und Ortsvorsteher, nach Maßgabe der §§ 81 und 82 HGO und des Kommunalwahlgesetzes in der jeweils gültigen Fassung gebildet. Die Ortsbeiräte bestehen aus fünf für Zotzenbach aus sieben Mitgliedern. Die Ortsbezirke sind größtenteils durch das Gebiet der ehemalige Gemeinde abgegrenzt. Für Details siehe die jeweiligen Ortsartikel.

### Wappen und Flagge

#### Wappen
Blasonierung: „Schild geteilt und unten gespalten, oben in Silber eine blaue Waage, unten vorne zwei silberne Balken in Rot, hinten geteilt von Rot und Silber, darin oben zwei, unten ein Stern in verwechselten Farben.“
Das RIMBACH VND ZOTZENBACHER GERICHTS SIGEL IN AMBT SCHÖNBERG 1718 zeigt ein Vollwappen, im Schild den umgekehrten Erbacher Schild, oben einen und unten zwei Sterne, auf dem Helm eine wachsende Justitia mit Waage und Schwert. Auf Grund dieses Siegels wurde der Gemeinde 1926 das obige Wappen amtlich verliehen, in dem die silbernen Balken in Rot die Herrschaft Breuberg und die Waage die Justitia versinnbildlichen.

#### Flagge
Die Flagge wurde am 6. Juni 1977 durch das Hessische Innenministerium genehmigt.
Flaggenbeschreibung: „Auf dem rot-weißen Flaggentuch mit fünf gleichbreiten Bahnen (Mittel- und Außenbahnen rot) das der Mittelbahn aufgelegte Gemeindewappen.“

### Städtepartnerschaften
Mit Colwich-Haywood in England und Thourotte in Frankreich werden seit 1983 partnerschaftliche Beziehungen gepflegt.

## Kultur und Sehenswürdigkeiten

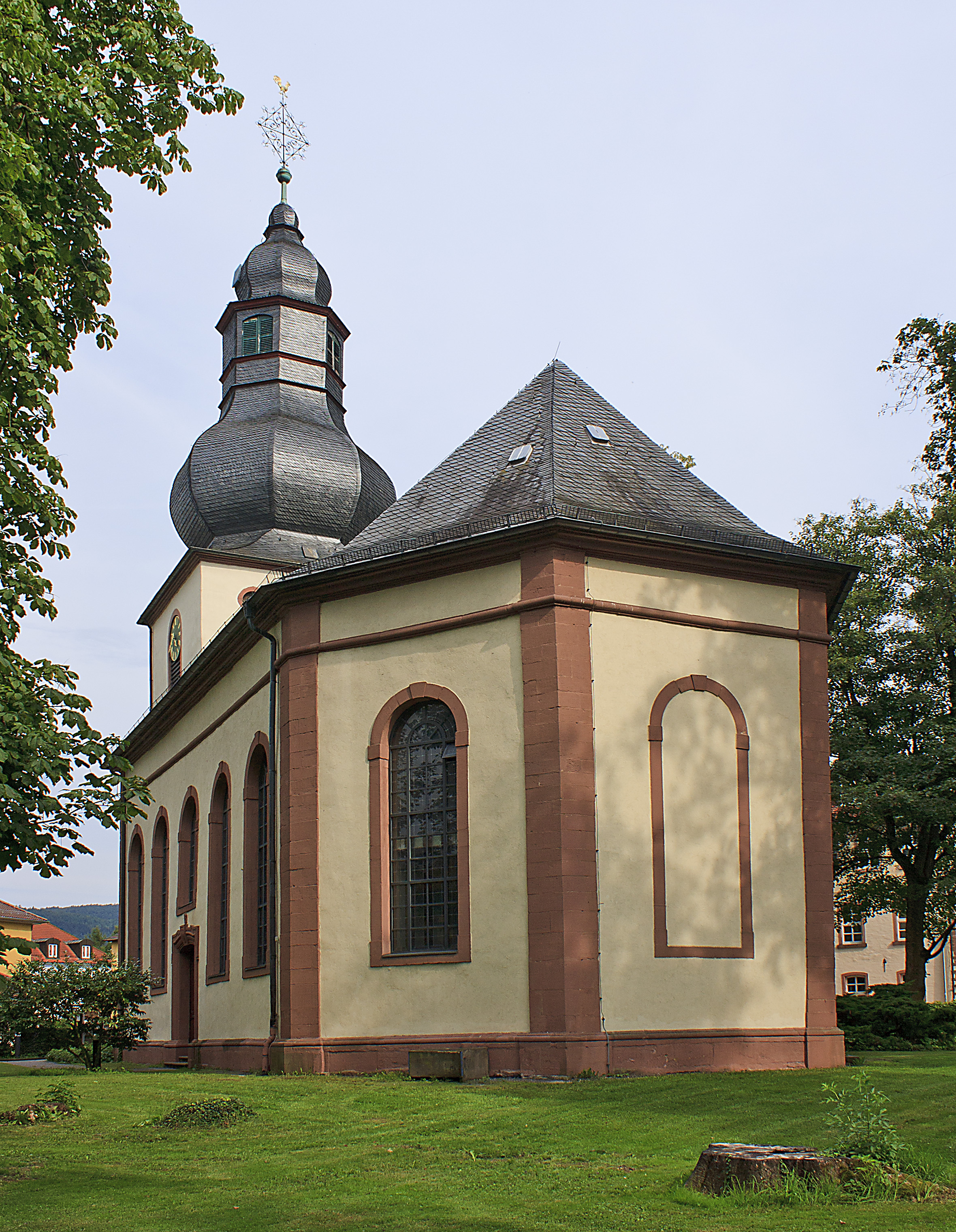
Evangelische Kirche

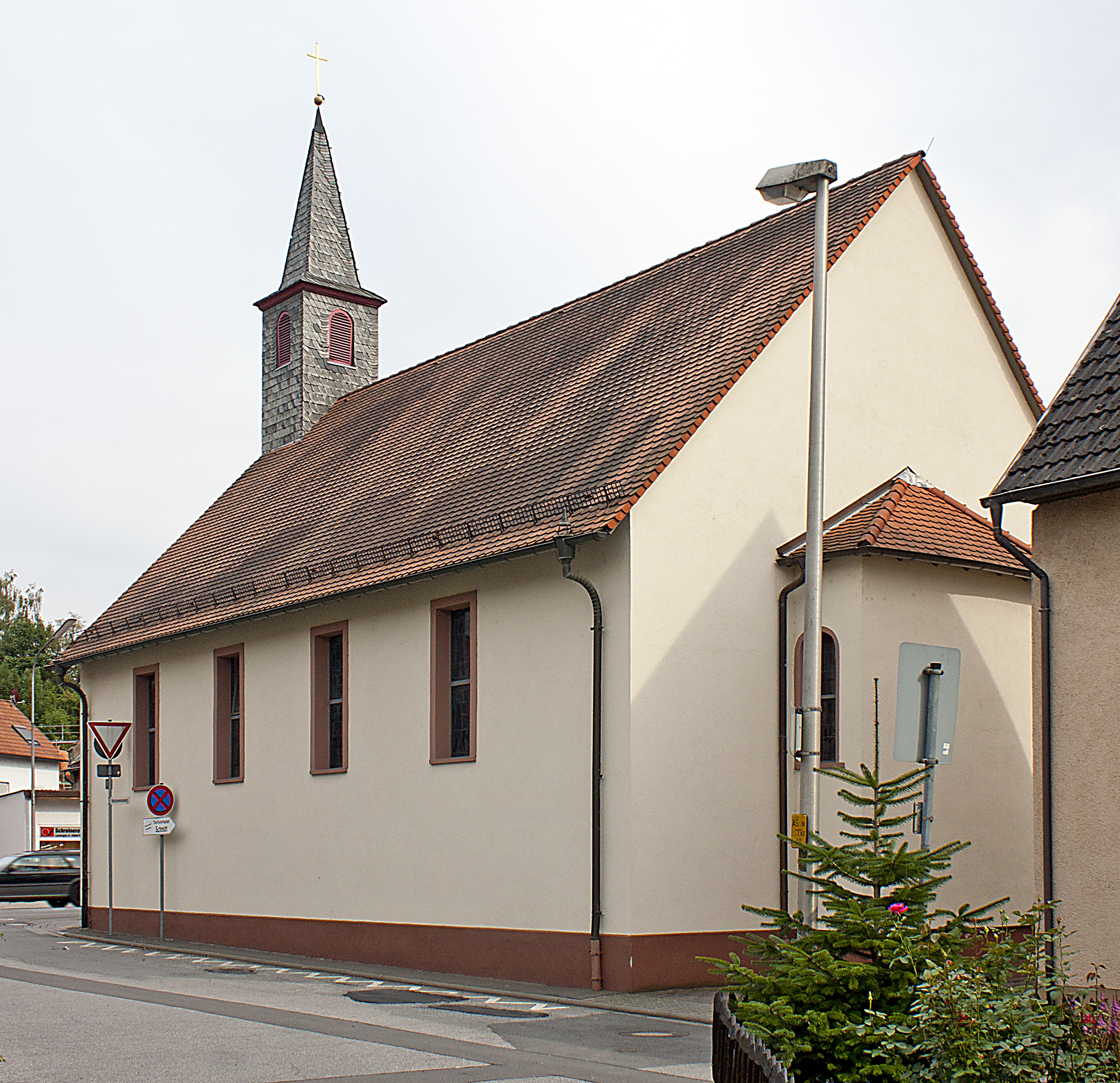
Ehemalige Synagoge, heute katholische Kirche St. Elisabeth

### Theater
- K.U.S.S. – Schülerbühne der Martin-Luther-Schule
- Jugendbühne – Schülerbühne der Martin-Luther-Schule
- Center Stage – English Theater – Schülerbühne der Martin-Luther-Schule
- Grünes Theater – KSG Mitlechtern

### Regelmäßige Veranstaltungen
- Rimbacher Frühling[54]
- Rimbacher Pfingstmarkt[55]
- Rimbacher Herbst[56]
- Cool-tur
- Rimbacher Kerwe[57]

### Jugendgruppen
- Katholische Junge Gemeinde (KJG) St. Elisabeth Rimbach (jedes Jahr mit Zeltlager)
- Christliche Pfadfinderschaft in der CPD
- Jugendfeuerwehr
- Jugendrotkreuz

## Wirtschaft und Infrastruktur

### Verkehr

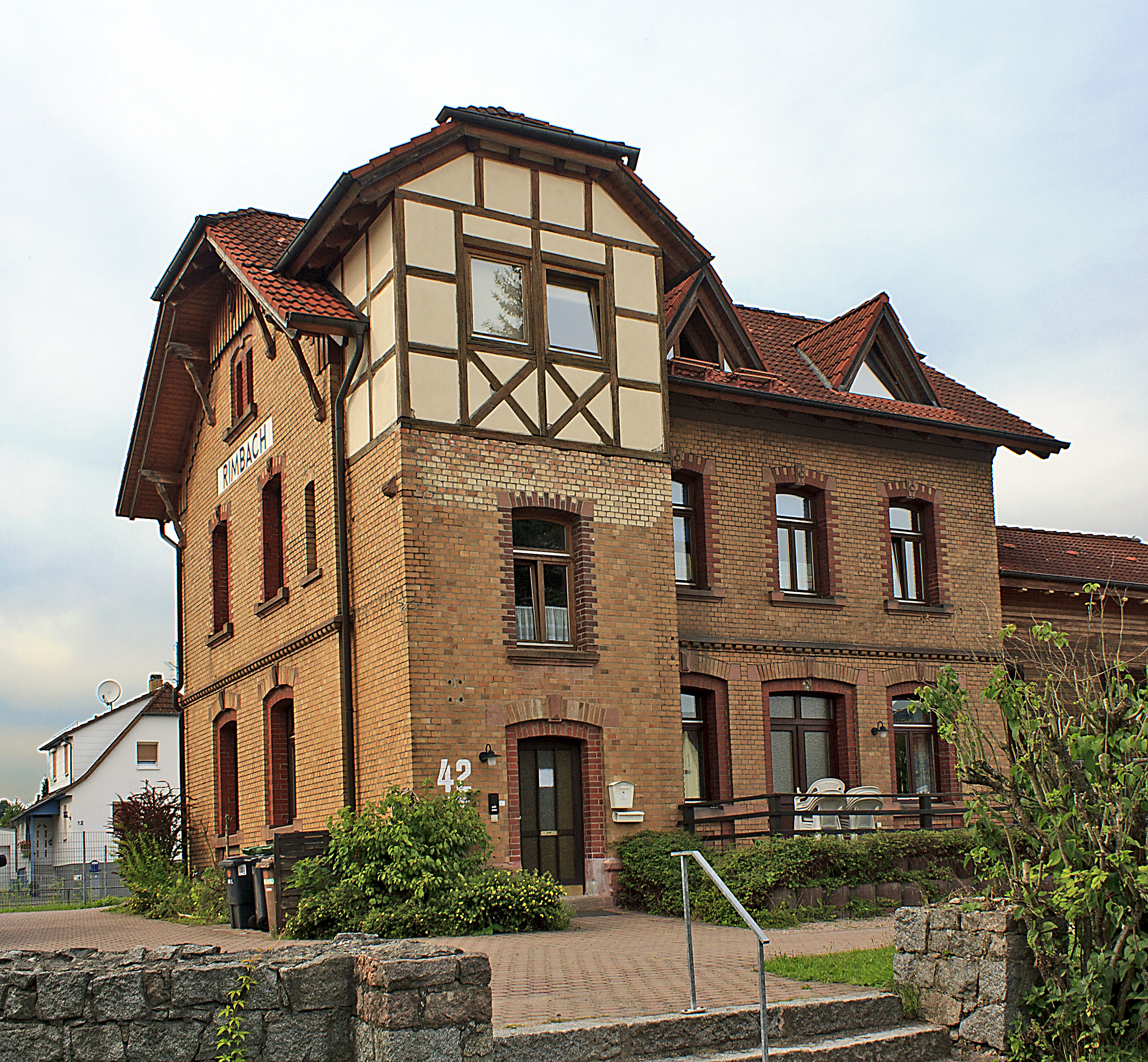
Bahnhof (2010)

Rimbach liegt an der Weschnitztalbahn von Weinheim nach Fürth im Odenwald, von der die Überwaldbahn in Mörlenbach nach Wald-Michelbach abzweigte. Zum 10. Juni 1932 wurde der Bahnhof Rimbach in eine Bahnagentur umgewandelt, was allerdings zum 1. März 1935 rückgängig gemacht wurde.
Die Bundesstraße 38 führt durch Rimbach. Der 1999 eingeweihte Saukopftunnel ermöglichte die Ortsumgehung Birkenaus und verbesserte die Anbindung Rimbachs an Weinheim und das Autobahnnetz. Als neuer Flaschenhals entwickelte sich jedoch Mörlenbach, dessen Ortsumgehung im Bau ist.

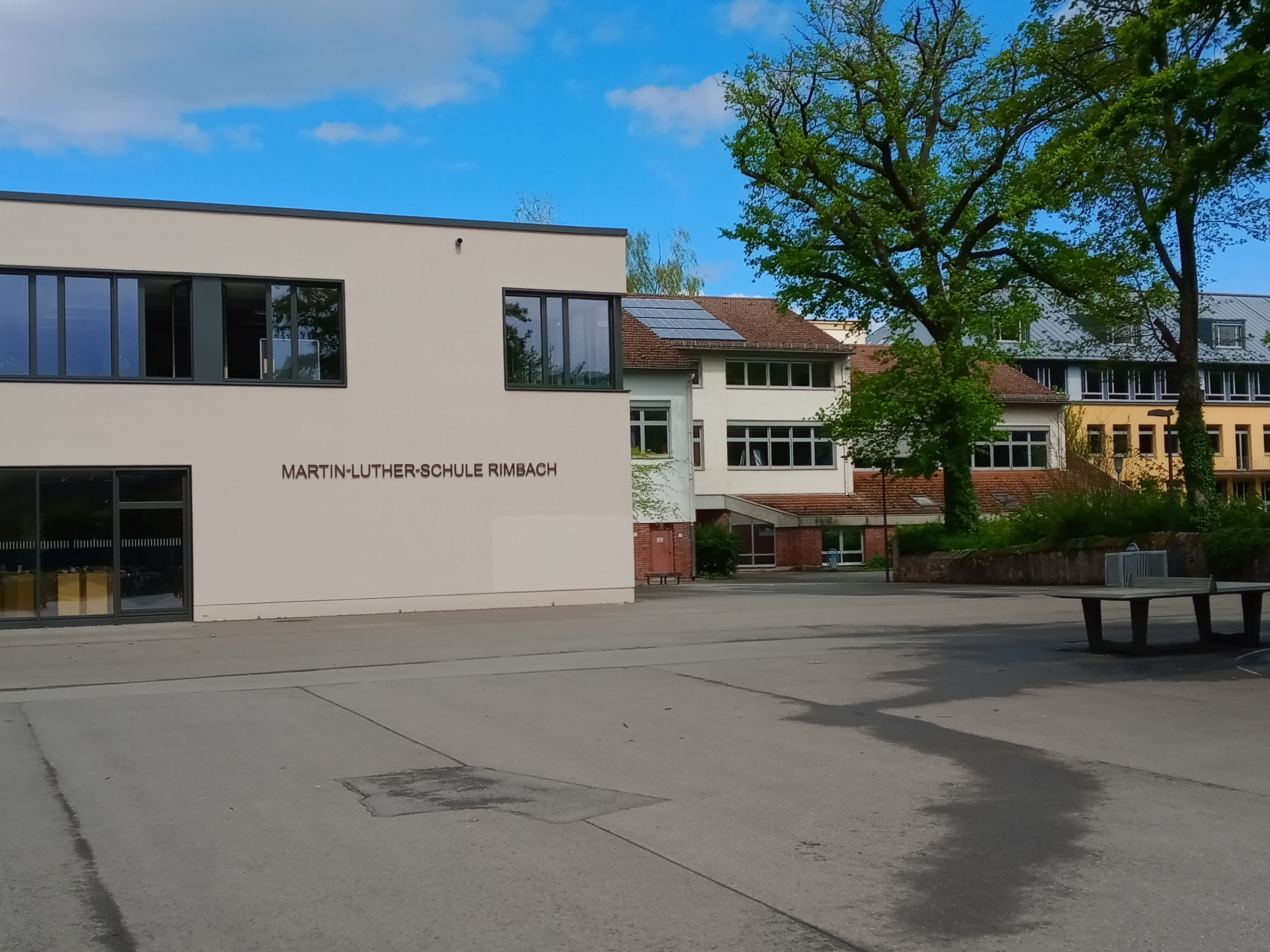
Martin-Luther-Schule (2021)

### Bildung
- 5 Kindergärten
- 2 Kinderkrippen
- 3 Grundschulen
- 1 Haupt- und Realschule
- 1 Gymnasium (Martin-Luther-Schule)

## Persönlichkeiten
- Siegmund Henrici (1823–1884), protestantischer Pfarrer, 1856 konvertiert zum katholischen Glauben, dann Weltpriester im Bistum Mainz
- Adam Schmitt (1904–1982), SPD-Politiker, Abgeordneter im Hessischen Landtag
- Erich Itor Kahn (1905–1956), Konzertpianist und Komponist, in Rimbach geboren, später im amerikanischen Exil
- Edgar Ungeheuer (1920–1992), Chirurg in Frankfurt am Main, Präsident der Deutschen Gesellschaft für Chirurgie